# Петров, Игорь Дмитриевич
И́горь Дми́триевич Петро́в (11 августа 1938, с. Полуэктово, Рузский район, Московская область, РСФСР — 30 января 2017) — советский моряк-подводник, Герой Советского Союза (25.05.1976). Капитан 1-го ранга (21.02.1985).

## Биография
Родился в семье служащего. Русский. Окончил 10 классов школы в 1956 году. 
В ВМФ СССР с июля 1956 года, поступил в Высшее военно-морское инженерное училище имени Ф. Э. Дзержинского, которое окончил в 1961 году. Служил на атомных подводных лодках Тихоокеанского флота: с октября этого года – командир 3-й группы 1-го дивизиона боевой части (БЧ-5) АПЛ «К-184», с августа 1965 – командир 3-го дивизиона БЧ-5 АПЛ «К-7». В июле 1972 года был назначен командиром БЧ-5 строящейся многоцелевой АПЛ «К-469». В ноябре 1974 года корабль вступил в состав Северного флота. Член КПСС с 1964 года.
Отличился в ходе первого дальнего похода тактической группы подводных лодок под командованием контр-адмирала В. К. Коробова с Северного на Тихоокеанский флот с 15 января по 24 марта 1976 года. В этом походе атомная подводная лодка «К-469» под командованием капитана 2-го ранга Виктора Семёновича Урезченко (старший на борту — капитан 1-го ранга В. Е. Соколов) за 80 суток прошла по назначенному маршруту через Атлантический океан и пролив Дрейка в Тихий океан, было пройдено 21 399 морских миль. При этом корабль всплывал только один раз для пополнения запасов воздуха. В течение 80-суточного подводного перехода электромеханическая боевая часть (БЧ-5) атомохода К-469 под командованием капитана 2-го ранга действовала безукоризненно и в полярных водах и в районе экватора.
Обе подлодки (К-171 под командованием капитана 1-го ранга Э. Д. Ломова и К-469) прибыли на Камчатку и вошли в состав 45-й дивизии подводных лодок Краснознамённого Тихоокеанского флота. Кроме того, в результате этого исторического перехода был положительно решён вопрос об использовании торпедных атомоходов для охраны районов патрулирования советских стратегических ракетоносцев и для ближнего охранения отдельных ракетных подводных крейсеров стратегического назначения, выходящих на боевое патрулирование.
Указом Президиума Верховного Совета СССР от 25 мая 1976 года за успешное выполнение заданий командования и проявленные при этом мужество и отвагу капитану 2-го ранга Петрову Игорю Дмитриевичу присвоено звание Героя Советского Союза с вручением ордена Ленина и медали «Золотая Звезда» под номером 11419.
Продолжал военную службу в прежней должности ещё 6 лет. С августа 1982 года служил в системе Гражданской обороны СССР: старший научный сотрудник, начальник лаборатории. Капитан 1-го ранга И. Д. Петров уволен в запас в октябре 1989 года. 
Жил в Москве. Продолжал трудовую деятельность во Всероссийском научно-исследовательском институте по проблемам гражданской обороны и чрезвычайных ситуаций  (ВНИИ ГОЧС) МЧС России.
Скончался 30 января 2017 года.
Похоронен на Федеральном военном мемориальном кладбище в Мытищах.

## Награды
- Герой Советского Союза (25.05.1976)
- Орден Ленина (25.05.1976)
- Ряд медалей СССР и России

## Память
- Судно размагничивания СР-570 в составе Балтийского флота носит название «Игорь Петров»[9].